# Istriens museum för modern konst
Istriens museum för modern konst (kroatiska: Muzej suvremene umjetnosti Istre, italienska: Museo d'arte contemporanea dell'Istria) är ett konstmuseum i Pula i Kroatien. Det etablerades år 2008 men saknar en permanent lokal. Museets samlingar visas tillfälligt i byggnad sydväst om Pulas amfiteater som under det tidigare österrikisk-ungerska styret tjänade som tryckeri. En ny representativ och för ändamålet anpassad byggnad väntas stå klar år 2020 i gamla stan.
I museets utställning finns modern konst från andra hälften av förra seklet till nutid. Museet representerar en öppen mötesplats för multikulturalism och strävar efter att vara den ledande kultur- och konstinstitutionen för istriska konstnärer. 